# Teollisuusliitto
Teollisuusliitto ry (en suédois : Industrifacket rf) est un syndicat finlandais de travailleurs de l'industrie. Le syndicat est l'un des membres les plus importants de l'Organisation centrale des syndicats finlandais.

## Présentation
Teollisuusliitto résulte de la fusion de trois syndicats finlandais:
- Metallityöväen Liitto, qui est l'organisme d'accueil et qui a changé son nom en Teollisuusliito lors de son congrès extraordinaire des 17 et 18 mai 2017[1].
- Teollisuusalojen ammattiliitto (fi) décide lors de sa réunion du 17 mai 2017 d'interrompre ses activités à la fin 2017 et que ses services deviendront membres de Teollisuusliito à partir du début 2018[1],[2].
- Puuliitto (fi) décide lors de sa réunion du 16 mai 2017 d'interrompre ses activités et de devenir une partie de Teollisuusliitto[3].

Après fusion, Teollisuusliitto a environ 226 000 adhérents, dont 33 000 venant de Puuliito, 53 000 de Teollisuusalojen ammattiliito et 140 000 de Metallityöväen Liitto.
Le Metallityöväen Liitto a été fondé en 1899, le Puuliitto en 1993 et le Teollisuusalojen ammattiliitto en 2010.